# Flobert
Flobert je puška manjšega kalibra (med 6 in 9 mm), ki se je uporabljala v poznem srednjem veku oz. začetku novega veka. Ta puška je primerna tudi za dušilec, odvisno od tega, kakšne naboje uporabljamo. Je najbolj uporabljena puška pri krivolovu, saj je z nameščenim dušilcem in naboji, ki imajo izhodno hitrost manjšo od 340 m/s, skoraj neslišna.